# Lepanthes byfieldii
Lepanthes byfieldii är en orkidéart som beskrevs av Henry August Hespenheide. Lepanthes byfieldii ingår i släktet Lepanthes och familjen orkidéer. Inga underarter finns listade i Catalogue of Life.